# Torpè
Torpè (Torpè in sardo) è un comune italiano di 2 742 abitanti della provincia di Nuoro. Situato sulla costa nord-orientale della Sardegna ha 92,30 km² di superficie territoriale e confina con i comuni di San Teodoro e Padru a nord, con quelli di Budoni e Posada a est, con quello di Lodè ad ovest e con quello di Siniscola a sud.

## Storia
L'area fu abitata già in epoca prenuragica, per la presenza sul territorio di alcune domus de janas.
Nel territorio comunale sono presenti anche tombe dei giganti e vari nuraghi risalenti all'età del bronzo, fra cui il nuraghe San Pietro.
Nella documentazione medioevale (XII secolo) l'abitato figurava come Torpè di Posada, facente parte del giudicato di Gallura, curatoria di Posada.
In seguito alla conquista aragonese assorbì gli abitanti dei villaggi vicini andati distrutti e fu incorporato nella baronia di Posada, di cui divise le sorti, finché nel XVII secolo venne unito alla contea di Montalvo, feudo dei Masones Nin.
Il paese fu coinvolto successivamente, nel XVIII secolo, dalla colonizzazione degli abitanti di Buddusò, che si stabilirono nel suo territorio fondando le frazioni di Brunella, Talavà e Su Cossu.
Il paese venne riscattato all'ultimo feudatario, la marchesa Marianna Nin Zatrillas, nel 1839 con l'abolizione del sistema feudale, quando divenne un comune amministrato da un sindaco e da un consiglio comunale.
Il 18 novembre 2013 il paese è stato colpito da una violenta alluvione, dovuta al passaggio nella Sardegna nord-orientale del ciclone Cleopatra, che ha causato la morte di una donna.

### Simboli
Lo stemma e il gonfalone del comune di Torpè sono stati concessi con decreto del presidente della Repubblica del 19 ottobre 2011.
Il gonfalone è un drappo di giallo.
La bandiera, concessa con D.P.R. del 10 febbraio 2015 , è un drappo di giallo con la bordatura di azzurro, caricato dallo stemma comunale.

## Monumenti e luoghi d'interesse

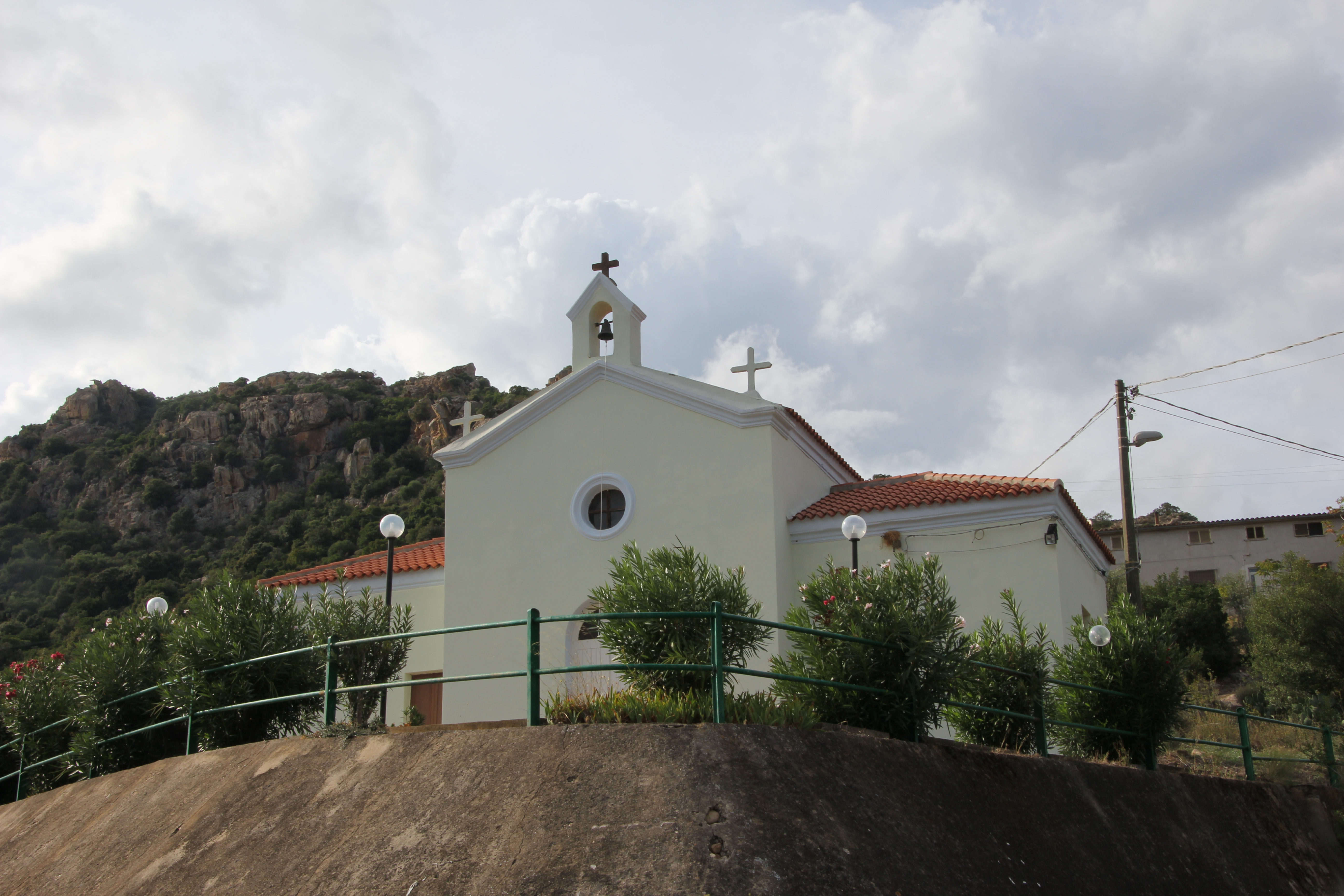
Torpè, frazione Concas, chiesa di San Giuseppe

### Architetture religiose
- Chiesa di Sant'Antonio Abate
- Chiesa di Nostra Signora degli Angeli

### Siti archeologici
- Nuraghe San Pietro

### Luoghi di interesse naturalistico
Nel comune di Torpè ricade una parte del territorio del Parco naturale regionale di Tepilora, Sant'Anna e Rio Posada che comprende la foresta demaniale di Usinavà.

## Società

### Evoluzione demografica
Abitanti censiti

### Etnie e minoranze straniere
Secondo i dati ISTAT al 31 dicembre 2010 la popolazione straniera era di 113 persone. Le nazionalità maggiormente rappresentate in base alla loro percentuale sul totale della popolazione residente erano:
- Romania 4,21%

### Lingue e dialetti
La variante del sardo parlata a Torpè è quella logudorese centrale o comune.

## Amministrazione
| Periodo          | Periodo         | Primo cittadino        | Partito                                  | Carica  | Note   |
| ---------------- | --------------- | ---------------------- | ---------------------------------------- | ------- | ------ |
| 20 novembre 1994 | 9 giugno 1996   | Graziella Deledda      | indipendente                             | sindaco | [ 7 ]  |
| 10 giugno 1996   | 16 aprile 2000  | Roberto Capra          | liste civiche di centro-sinistra         | sindaco | [ 8 ]  |
| 17 aprile 2000   | 8 maggio 2005   | Metodio Dalu           | liste civiche di centro-sinistra         | sindaco | [ 9 ]  |
| 9 maggio 2005    | 30 maggio 2010  | Emanuele Buccheri      | lista civica                             | sindaco | [ 10 ] |
| 31 maggio 2010   | 31 maggio 2015  | Antonella Dalu         | lista civica "Sardegna con Ramo d'Ulivo" | sindaco | [ 11 ] |
| 31 maggio 2015   | 26 ottobre 2020 | Omar Cabras            | lista civica "Paris"                     | sindaco | [ 12 ] |
| 26 ottobre 2020  | in carica       | Martino Giovanni Sanna | lista civica "Torpè noa"                 | sindaco | [ 13 ] |